# Autoritratto (film)
Autoritratto è un cortometraggio del 1958 diretto da Raffaele Andreassi.
Si tratta di un cortometraggio-documentario sul pittore Amedeo Ruggiero.